# Takuya Jinno
Takuya Jinno (jap. 神野 卓哉 Jinno Takuya; ur. 1 czerwca 1970) – japoński piłkarz.

## Kariera klubowa
Od 1989 do 2003 roku występował w klubach Yokohama Marinos, Vissel Kobe, Oita Trinita, FC Tokyo i Yokohama FC.

## Kariera reprezentacyjna
W 1992 roku został powołany do kadry na Puchar Azji.